# Callicebus melanochir
Callicebus melanochir is een zoogdier uit de familie van de sakiachtigen (Pitheciidae). De wetenschappelijke naam van de soort werd voor het eerst geldig gepubliceerd door Maximilian zu Wied-Neuwied in 1820.

## Voorkomen
De soort komt voor in Brazilië.